# Љубица Стефановић
Љубица Стефановић (Босанска Градишка, 1888 — Сарајево, 21. новембар 1946) била је прва босанскохерцеговачка професионална глумица. У њеној биографији има доста непознаница. Публициста и позоришни историчар Марко Марковић биљежи да је рођена у породици Лазић, која се вјероватно бавила трговином као и већина српских породица које су живјеле у ондашњој градишкој вароши. Лазићи, међутим, нису поменути у изворима међу значајније градишке трговце оног доба.
Године 1906. у Градишци гостује друштво путујућих глумаца под руководством Чича Мише Милошевића. Седамнаестогодишња Љубица напушта свој дом и придружује се Милошевићевој глумачкој дружини. Прва улога јој је била Евица у комедији Љубавно писмо српског књижевника Косте Трифковића. Није познато колико је Љубица Лазић остала у трупи Чича Мише Милошевића, нити гдје је све наступала са њима.
Пред Први свјетски рат обрела се у Београду, гдје је глумила код кафане „Таково“; тада је већ поменута са уданим презименом Стефановић. Сам рат ју је затекао у Крагујевцу, али није јасно да ли је била члан крагујевачког глумачког ансамбла. Преживјевши Албанску голготу стигла је у Марсеј, па у Бокоњано на Корзици, гдје је повремено глумила за српске ратне избјеглице смјештене у том подручју.
Послије рата вратила се у Београд, одакле је убрзо отишла у Сарајево да би се придружила првом ансамблу сарајевског позоришта, формираног 4. октобра 1920. Ансамбл се састојао од 31 члана, 13 глумица и 18 глумаца. Прије коначне адаптације зграде сарајевског Друштвеног дома у Народно позориште, ансамбл је свој први наступ имао 27. децембра 1920. у Тузли, у хотелу „Бристол“. У првој представи коју су извели, Шантићевој Хасанагиници у режији Николе Хајдушковића, Љубица Стефановић је тумачила Емину, Хасанагину сестру. Глумила је и у првој представи изведеној у новоотвореном Народном позоришту у Сарајеву, 1. новембра 1921.
Љубица Стефановић је постала једна од окосница овог позоришта. До Другог свјетског рата кроз њега је продефиловало око 270 глумаца, при чему Љубица Стефановић спада међу првих десет с обзиром на број остварених улога. Своју задњу ролу играла је 22. децембра 1943. у представи Кад ја пођох на Бендбашу, на воду, у којој је тумачила главну женску улогу. Према Марковићу, умрла је 21. новембра 1946, док један други извор наводи да је умрла 1949.
Марко Марковић пише да су се у почетку у њеном репертоару налазиле „наивке, [а] затим је прешла на тумачење карактера из нашег маловарошког и сеоског живота“. Играла је улоге из „домаћег и руског класичног репертоара“ са елементима „наоко тврдих, робусних, свађалачких“ особа, али и „жена меке природе и добра срца, жена простосрдачних а отворених“. Књижевник и критичар Боривоје Јевтић осврнуо се на глумачки лик Љубице Стефановић у својој студији издатој 1931, Десет година Сарајевског позоришта: „Нарочиту пажњу заслужује г-ђа Љубица Стефановић, такође једна од оних глумица које су се уградиле у основе Сарајевског позоришта. Весела и живахна, она и епизоде тако незахвалних улога какве су улоге слушкиња, оживљује оном расношћу и типичном глумачком крвљу од којих и тамне позорнице добијају своју свјетлост и своју ватрену боју.“